# Etienne Leroux
Etienne Leroux, egentligen Stephanus Petrus Daniël le Roux, född 13 juni 1922 i Oudtshoorn i Västra Kapprovinsen, död 30 december 1989 i Bloemfontein, var en sydafrikansk afrikaansspråkig författare. 
1955 publicerades hans första roman, Colets första liv (Die eerste lewe van Colet). Till hans mest kända och prisade verk hör Sju dagar hos Silbersteins (Sewe Dae by die Silbersteins) och Magersfontein, O Magersfontein! (i svensk översättning direkt från afrikaans 2007, Bokförlaget Augusti). Lerouxs verk präglas av ironi, satir, mytologiska bilder och jungiansk psykologi. Leroux tillhörde tillsammans med bland andra André Brink den författarströmning som kallades Die Sestigers, som på afrikaans framförde radikala och moderna idéer, delvis påverkade av existentialismen, samt kritik av den sydafrikanska statens politik.

## Utgivning (urval)
- Magersfontein, O Magersfontein!, översättning från afrikaans av Urban Lindström, 2007, Libris 10189190, ISBN 978-91-85301-10-2